# Alfredo Fressia
Alfredo Fressia (Montevidéu, 2 de agosto de 1948) é um poeta, ensaísta, tradutor e professor uruguaio. Faleceu na noite do dia 9 de fevereiro de 2022. A missa de sétimo dia foi celebrada às 15h do dia 13 de fevereiro de 2022 na Basílica de Nossa Senhora da Assunção, do Mosteiro de São Bento de São Paulo.

## Trajetória
Formado como professor de Literatura e Língua Francesa, Alfredo Fressia dá aulas em Montevidéu até 1976, ano em que a ditadura uruguaia o destitui. A partir de então instala-se em São Paulo, Brasil, onde continua dedicado à poesia e ao ensino. Desde o fim da ditadura, em 1985, Fressia volta sistematicamente a Montevidéu, onde reside ao menos dos meses por ano. Exerceu o jornalismo cultural em várias mídias do Uruguai (Suplemento Cultural de El País), Brasil (Folha de S. Paulo) e México (La Jornada Semanal). Foi editor da revista mexicana de poesia La Otra, na edição impressa, desde 2008 até 2013. A 24 de outubro de 2018 a Câmara dos Vereadores de Montevidéu outorga a Alfredo Fressia o título de Cidadão Ilustre da sua cidade natal e em 1o. de dezembro do mesmo ano recebe el Prêmio Morosoli pela trajetória na categoria Poesia.

## Obras
- Un esqueleto azul y otra agonía. Ediciones de la Banda Oriental. Montevidéu. 1973. Primeiro Prêmio Nacional do Ministério de Educação e Cultura, Uruguai.
- Clave final. Ediciones del Mirador. Montevidéu. 1982.
- Noticias extranjeras. Ediciones del Mirador. Montevidéu. 1984.
- Destino: Rua Aurora. Original português: Edição do Autor. São Paulo. Primeira e segunda edições. 1986.  Versão em espanhol. Mafia Rosa. Cidade do México. 2012.  Nova versão em português. Lumme Editor. São Paulo. 2012.
- Cuarenta poemas. Ediciones de UNO. Montevidéu. 1989. Edições Lisboa. Buenos Aires, 2018.
- Frontera móvil. Aymara. Coleção Arequita. Montevidéu. 1997. Prêmio Nacional do Ministério de Educação e Cultura.[3]
- El futuro/O futuro. Edición bilíngüe. Versão portuguesa de Hermínio Chaves Fernandes. Edições Tema. Lisboa (Portugal). 1998.  Plaquette com desenhos de Francisco dos Santos. Lumme Editor. São Paulo. 2012.
- Amores impares. Collage de poesia criado sobre textos de nove poetas uruguaios. Aymara. Coleção Cuestiones. Montevidéu. 1998.
- Veloz eternidad. Vintén Editor. Montevidéu. 1999. Prêmio do Ministério de Educação e Cultura.
- Eclipse. Cierta poesía 1973-2003. Civiles iletrados. Montevideo-Maldonado. 2003.  Alforja Conaculta-Fonca, Coleção Azor, México D.F., 2006.  Melón Editora. Buenos Aires. 2013.[4]
- Ciudad de papel. Crónicas en movimiento. Trilce. Montevidéu. 2009.
- Senryu o El árbol de las sílabas. Linardi y Risso. Col. La hoja que piensa. Montevidéu, 2008. Prêmio Bartolomé Hidalgo 2008.[5]
- Canto desalojado. Antologia bilíngüe, organizada e traduzida ao portugués por Fabio Aristimunho Vargas, prefaciada por Dirceu Villa e epilogada por Rodrigo Petronio. Lumme Editor. São Paulo, 2010.
- El memorial de hombres que me amaron. Mafia Rosa. Cidade do México. 2012. Edições Cuadernos del Sur. Tacna, Peru. 2018.
- Poeta en el Edén. Prefácio de Hernán Bravo Varela. La Cabra Ediciones. Coleção del Mirador. Cidade do México. 2012.  Civiles iletrados. Montevidéu. 2012. Editora Lisboa. Buenos Aires. 2016.
- Homo Poemas. Trópico Sur. Punta del Este. 2012.
- Cuarenta años de Poesía. Ediciones Lo Que Vendrá. Montevidéu. 2013.
- Clandestin. L'Harmattan. Paris. 2013.
- Susurro Sur. Valparaíso México. Cidade do México. 2016.
- La mar en medio. Prefácio de Horacio Cavallo, Postfácio de Álvaro Ojeda. Editora Lisboa. Série Cantábrico. Buenos Aires, 2017.  Editora Civiles iletrados. Coleção Ojo de Rueda. Montevidéu. 2017.
- Terra incognita. Edições Caletita. Coleção Las Vaquitas Flacas. Monterrey. 2017.
- Radici del Paradiso. Antologia bilíngue organizada pelo prefaciador e tradutor Carmelo Andrea Spadola. Edição Fili d'Aquilone. Roma. 2018.
- Sobre roca resbaladiza. Recuerdos y reflexiones de un poeta. Editorial Lisboa. Série Territorios-Memorias. Buenos Aires, 2019. Edições Yauguru. Montevidéu. 2020.

## Algumas traduções
- Trinta e três poemas de Josefina Plá. Introdução, seleção e tradução para o português de Alfredo Fressia. Edição bilíngüe. Edições Fluviais. Lisboa (Portugal). 2002.
- Poema sucio. En el vértigo del día, de Ferreira Gullar. Tradução de Poema sujo. Corregidor, Buenos Aires. 2008.
- Animal transparente, de Ferreira Gullar. Tradução e Prólogo de Alfredo Fressia. La Cabra Ediciones – Conarte Nuevo León. Col. Azor. Monterrey, México,
- 2009.
- Jonas, de Hughes Labrusse. Les Éditions TRANSIGNUM. Caen, Normandie, 2014